# Áreas silvestres protegidas de Itaipú

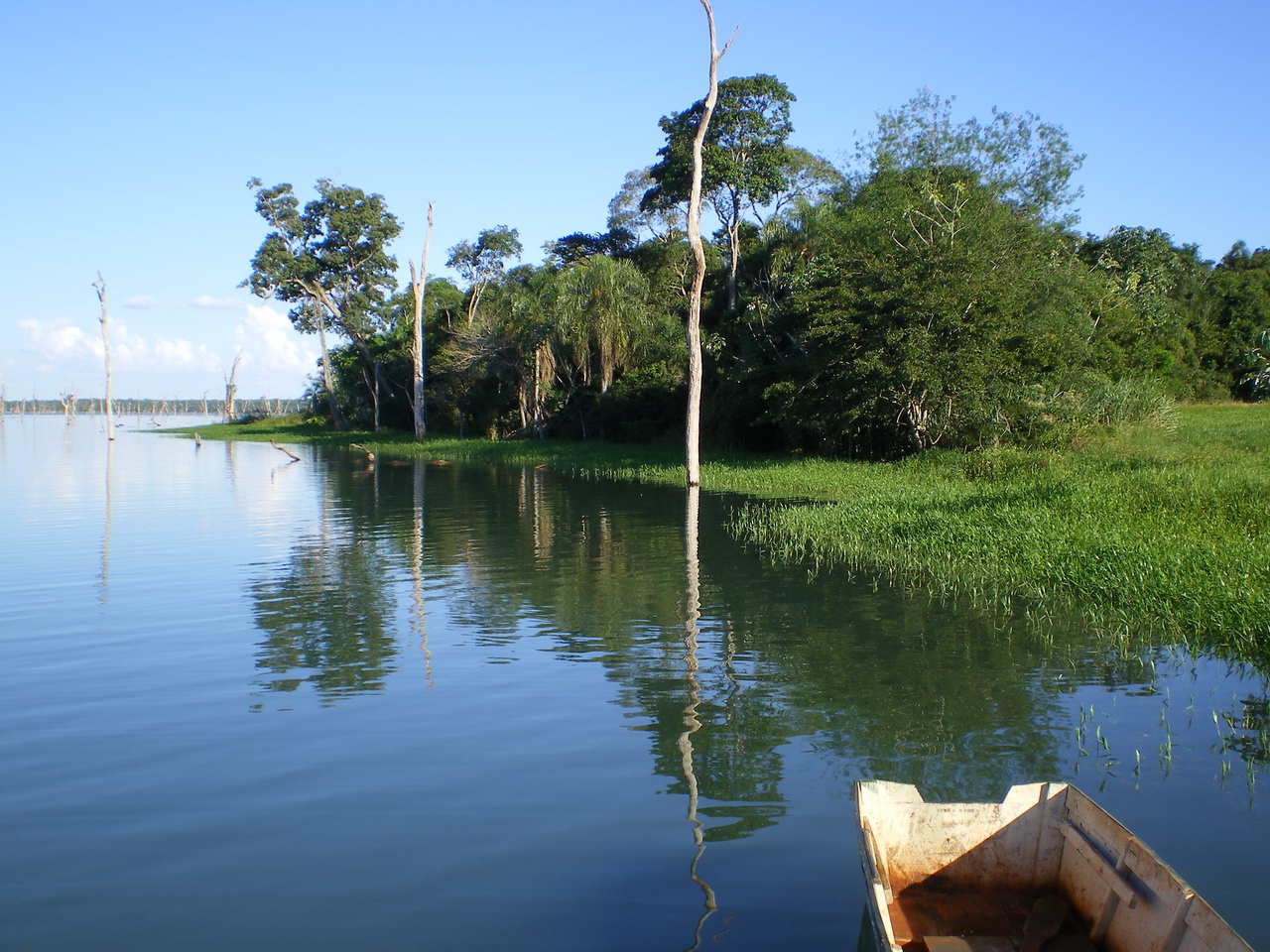
Orillas del lago en la reserva de Limoy.

Las áreas silvestres protegidas de Itaipú son siete, y bordean la represa de Itaipú, la mayor en producción del mundo, situada entre Paraguay y Brasil. Al ser formada la represa en 1982, una serie de alternativas económicas empezaron a ser explotadas por las 77 municipalidades vecinas. El lago artificial es uno de los mayores del mundo, con 29 millones de m³ y 200 km de extensión en línea recta. Considerándose las bahías, ensenadas y la extensión llega a 1400 km.
La formación del lago no ha cambiado solamente el aspecto geográfico de la región. La agricultura, base económica regional, empieza a ceder lugar a la actividad turística. Varias playas artificiales fueron creadas a lo largo de las márgenes del lago, donde se practican deportes acuáticos.

## Refugios biológicos
El clima predominante se describe como subtropical, con precipitaciones abundantes y bien distribuidas, variando de 1500 a 1700 mm anuales en los refugios de Tati Yupí y Pikyry y 1300 mm en el refugio de Carapá. La temperatura media anual es de 21 a 22 °C, habiendo una marcada diferencia de temperatura diurna y nocturna en el invierno. La humedad relativa es del 70 al 80 % y los vientos predominantes son el noreste y el sureste.

### Tati Yupí

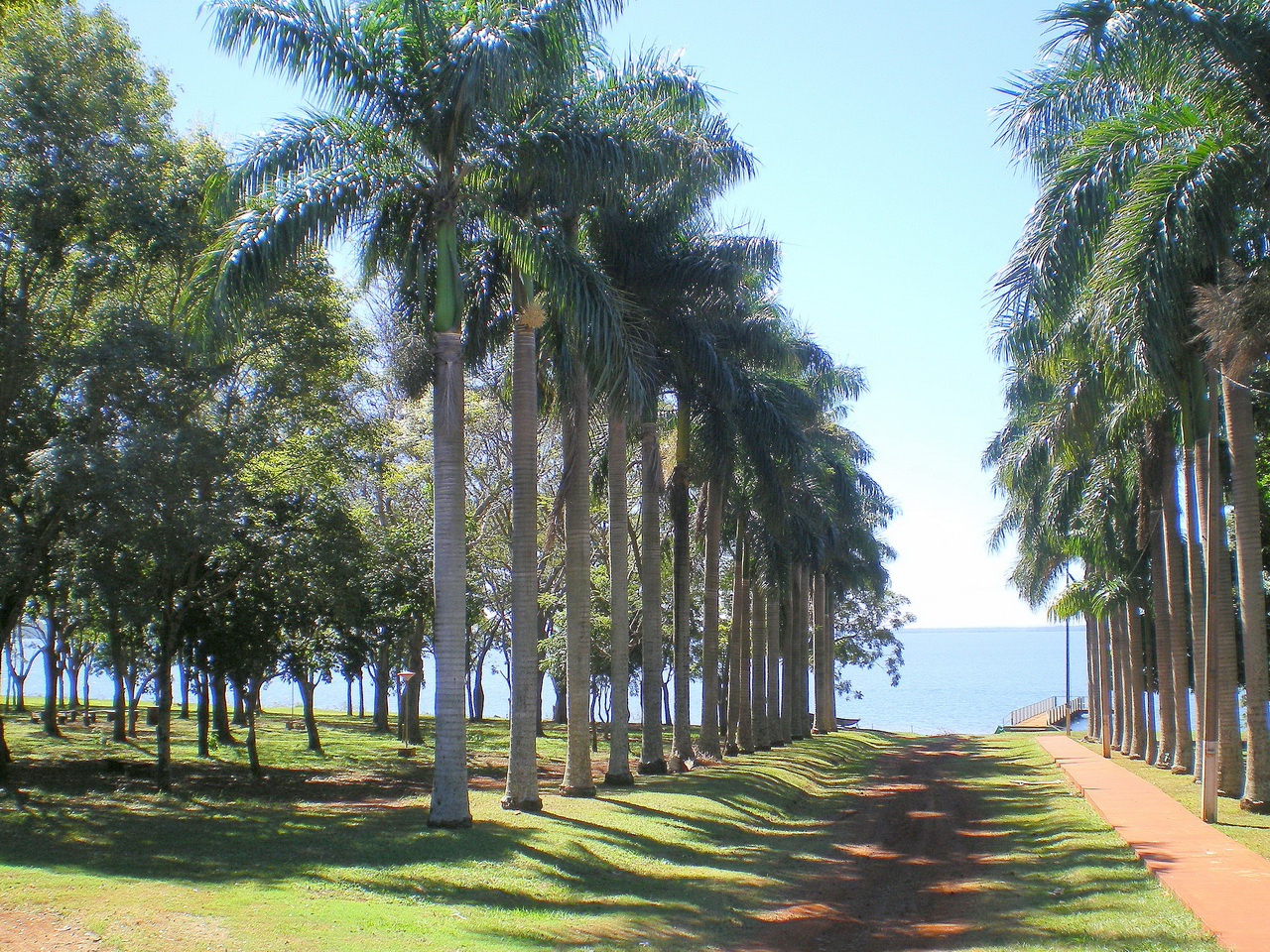
Camino de palmeras, hacia el lago de Itaipú.

Este refugio tiene 2245 ha, y está ubicado en el distrito de Hernandarias, en el departamento Alto Paraná (Paraguay), en la margen derecha del río Paraná. Posee una topografía relativamente uniforme con ondulaciones, la mayor parte derivadas de rocas basálticas. Posee recursos hídricos de importancia; los arroyos Tatî Yupi y el Pira Pytâ, además, de otros en cuyos cursos se encuentran pequeños saltos y cascadas que dan belleza escénica al lugar.
El refugio está compuesto principalmente por bosques altos, bosques bajos, cerrados, yerbales cultivados y pinares en menor proporción. El estrato arbóreo superior, en su mayor parte está constituido por especies que sobrepasan los 30 m de altura, como cedro, lapacho, yvyra pytã, guatambú, etc. En el monte bajo se encuentra generalmente especies de la familia de las mirtáceas, como el ñangapiry, yva poroity y guavirá, además el kanelón, ka’á verá, ka’a vijú.
El bosque se caracteriza por el elevado número de especies epifitas y helechos arborescentes, palmito y una enorme variedad de bromeliáceas, orquidáceas y piperáceas. Contiene árboles y arbustos con altura media de 3 a 7 m. En el cerrado se encuentran especies vegetales, como: yvyra hovî, molle’í, kokú, sapirangý, chirca. En los campos bajos se encuentran ñuatĩ arroyo, jagua rataî, ka’a chiri, yva háimi, kupa’ý, Kurupí ka’ý, ka'a ovetí, yvyra cambý, yvyra typycha, mborevi ka'a.
En el refugio se han clasificado 39 especies de mamíferos como por ejemplo: aguara'i, kuatî, carpincho, paca, akutí sa'yju, eíra, lobo pe, taitetu, guasú pyta, venado, tatú (armadillo); 247 especies de aves entre las cuales se encuentran: la piririta, pyku'i pyta, anó, aguapé asó, tero tero, tingasú, chacurru, guyrá yetapa, mbigua; y 21 especies de reptiles, de los cuales los más comunes son: yarará, mboi chini (cascabel), mbói chumbe (coral), yacaré, teyú.

### Pikyry

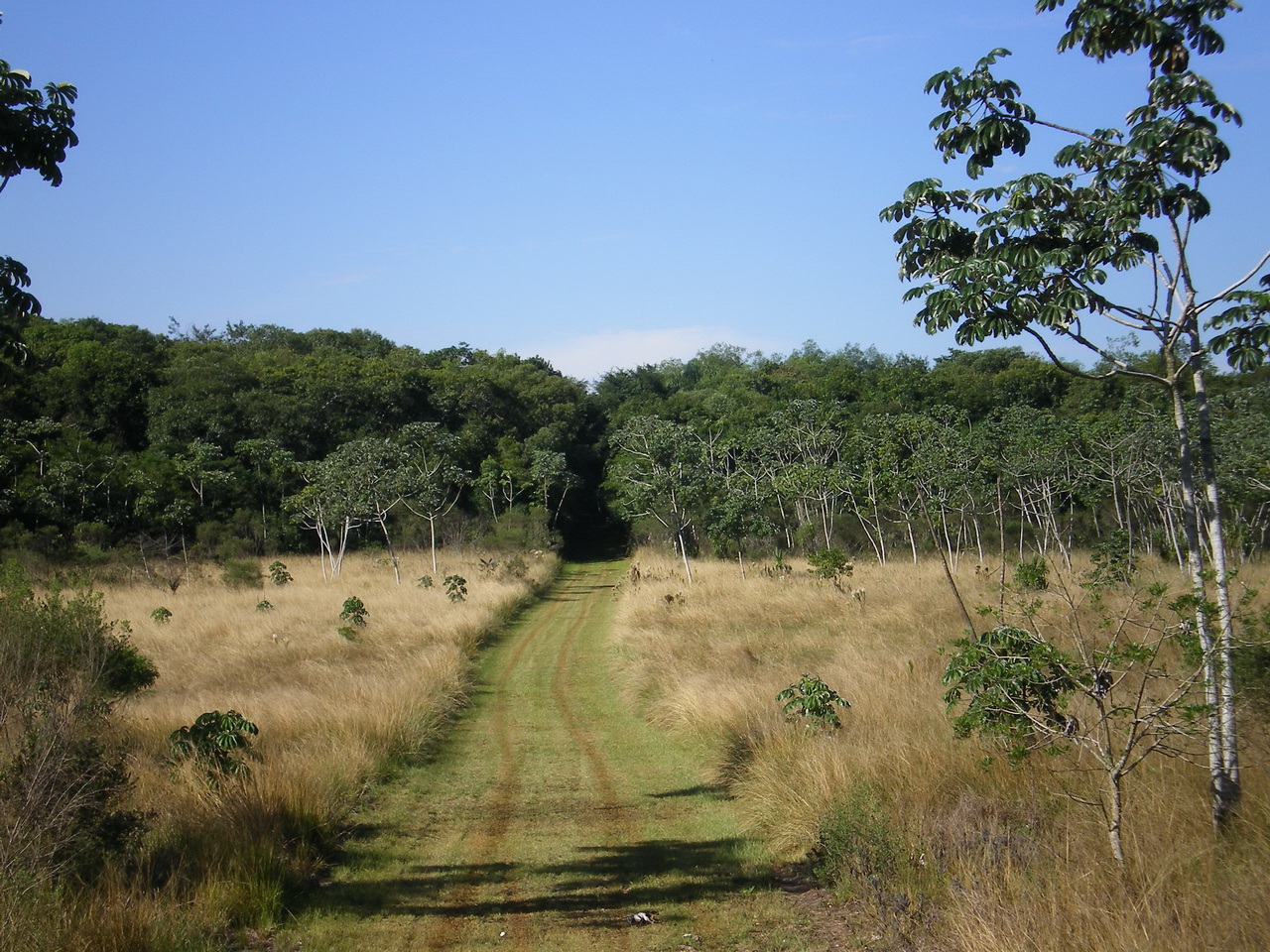
Camino interno del refugio.

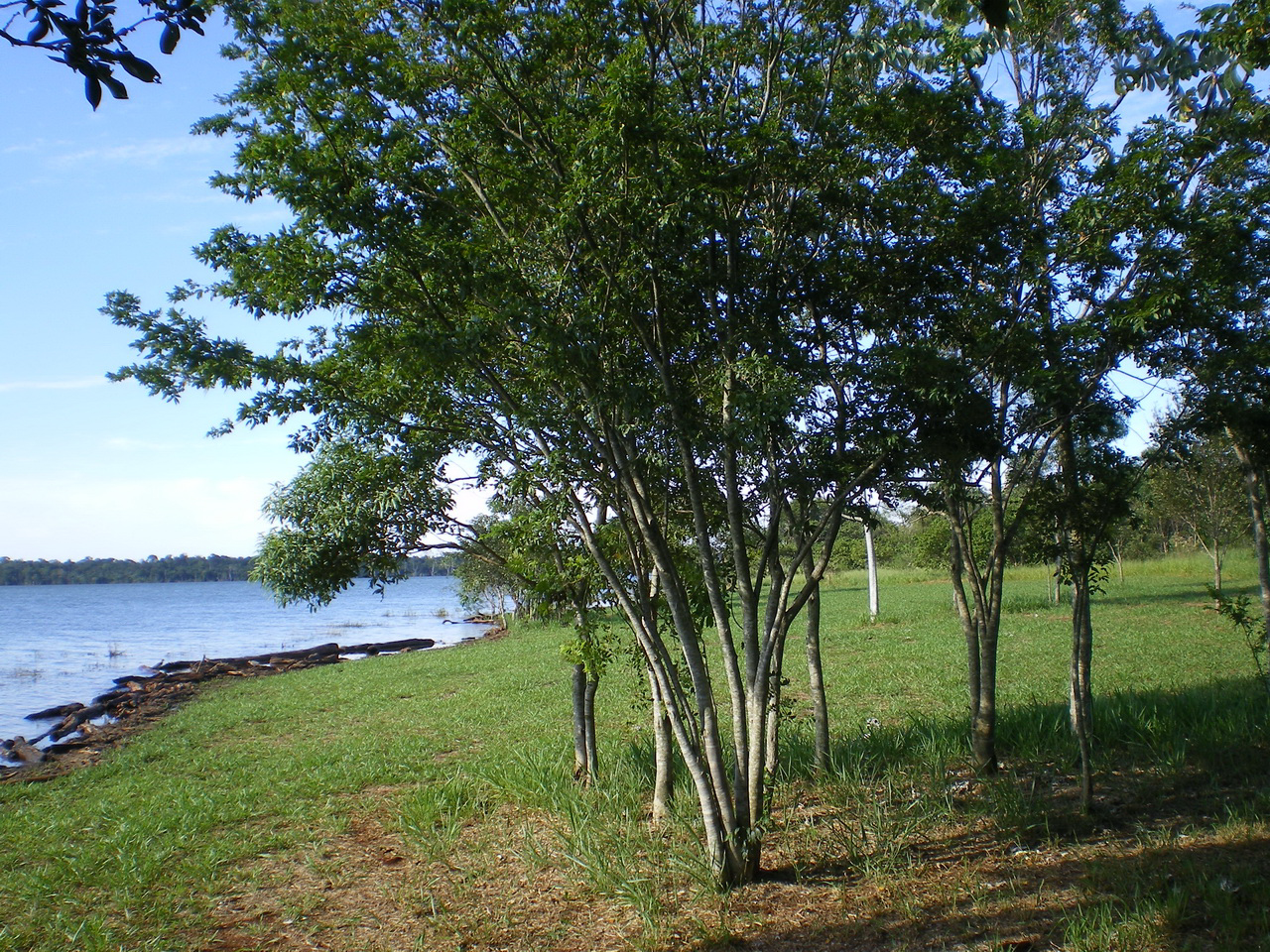
Costa lindante con el lago.

El refugio está ubicado en el Departamento de Alto Paraná, Paraguay, en la margen derecha del río Paraná, en un bolsón natural formado por el arroyo Pikyry y su confluencia con el río Paraná, posee una superficie de 1110 ha.
La topografía del área es más bien plana con inclinaciones hacia la parte bordeada por el Embalse. Los suelos predominantes son los de los lugares altos y corresponden al grupo de los Latosoles arcillosos. Los niveles de materia orgánica son en general altos como consecuencia de la vegetación reinante, de reacción levemente ácida a ácida. También existen – aunque muy escasos – suelos hidromórficos que pertenecen al grupo de los Gleysoles – húmicos y Planosoles.
Forma parte de un área que posee características para dar continuidad al corredor biológico formado por la poligonal Envolvente, desde el Refugio Mbaracayú hasta el Refugio Tati Yupí.
La vegetación, dominada por especies como Tabebuia, Cedrela fissilis, Patagonula americana  entre otras. Además abundan las especies de Lauraceae y el sotobosque poblado con especies como Piperaceae, Bromeliaceae, Rubiaceae, Pteridofita, Poaceae entre otras. Debe destacarse la existencia en las proximidades del refugio, a escasos 300 metros del lindero en propiedad vecina, de una especie de Arecaceae, la Trithrinax brasiliensis, catalogada como único registro en la zona en la zona y en el Paraguay.
Los estudios realizados demostraron la existencia de varias especies de mamíferos, aves y reptiles por ejemplo: carpincho (Hydrochaeris hydrochaeris), mono (Cebus apella), kuatí (Nasua nasua), entre otros.

### Carapá

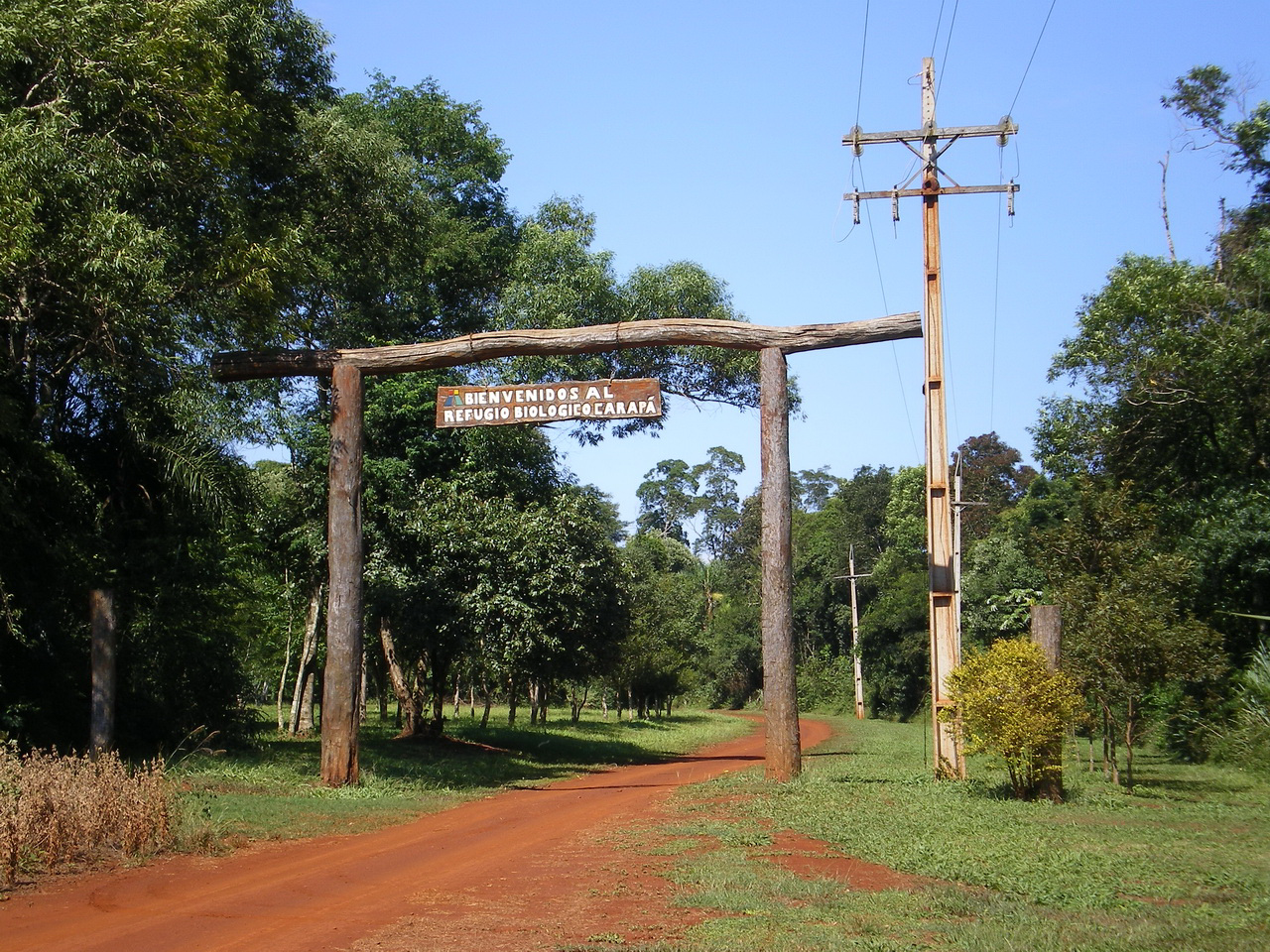
Entrada al refugio.

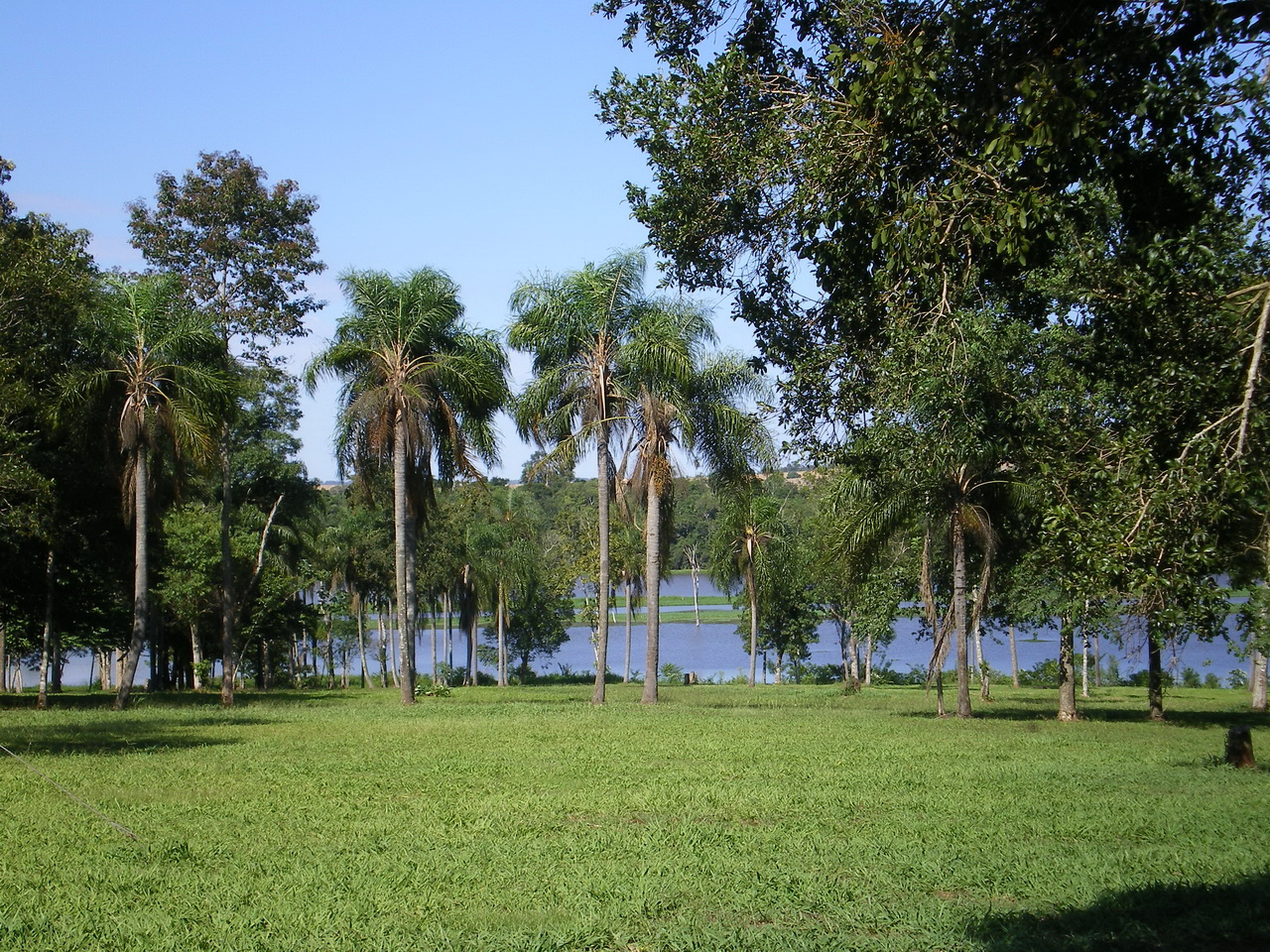
Vegetación, y detrás el lago de Itaipú.

El refugio biológico de Carapá está ubicado en el Departamento de Canindeyú, Paraguay, en la margen derecha del río Paraná, a 260 km al norte de la Ciudad del Este. Fue creado en 1984 y tiene 3250 ha. Está rodeado de serranías y terrenos con desniveles pronunciados. Los suelos son del tipo latosol rojo con textura arcillosa.
La cuenca hidrográfica del río Carapâ se halla formado por varios afluentes que nacen en distintos puntos del Departamento de Canindeyu (Paraguay).
La vegetación del refugio está compuesta por asociaciones de bosque alto, bosque bajo, bañados, campo alto, campo bajo, selva primitiva y bosque ribereño. Las especies dominantes están compuestas por: Tabebuia, Peltophorum dubium, y Cedrela fissilis.
De las especies animales registradas, la mayoría se encuentran en el rango de amenazadas de extinción, entre las que se mencionan: Lobo de agua (Lontra longicaudis), Cerdo del monte (Tayassu tajacu), entre los carnívoros los Felis, son habitantes ocasionales porque forma parte de su desplazamiento territorial. De todas las especies registradas en el área de embalse de Itaipú, el 61,4 % pertenecen a la zona del río Carapâ.
Infraestructura y uso del refugio
El refugio cuenta con una estructura edilicia en la cual viven y trabajan profesionales y
técnicos en forma permanente.
Objetivos generales del refugio:
- Estudio de la situación ambiental de la cuenca hidrográfica del Río Carapâ.
- Estudio de la mastofauna, avifauna e ictiofauna.
- Estudio de la formación florística.
- Estudio de las condiciones físico-químicas del agua.
- Estudio de las condiciones climáticas.
- Estudios edafológicos.
- Aspectos sociales.
- Análisis y clasificación del ecosistema para su encuadramiento dentro de una categoría conservacionista.

### Mbaracayú

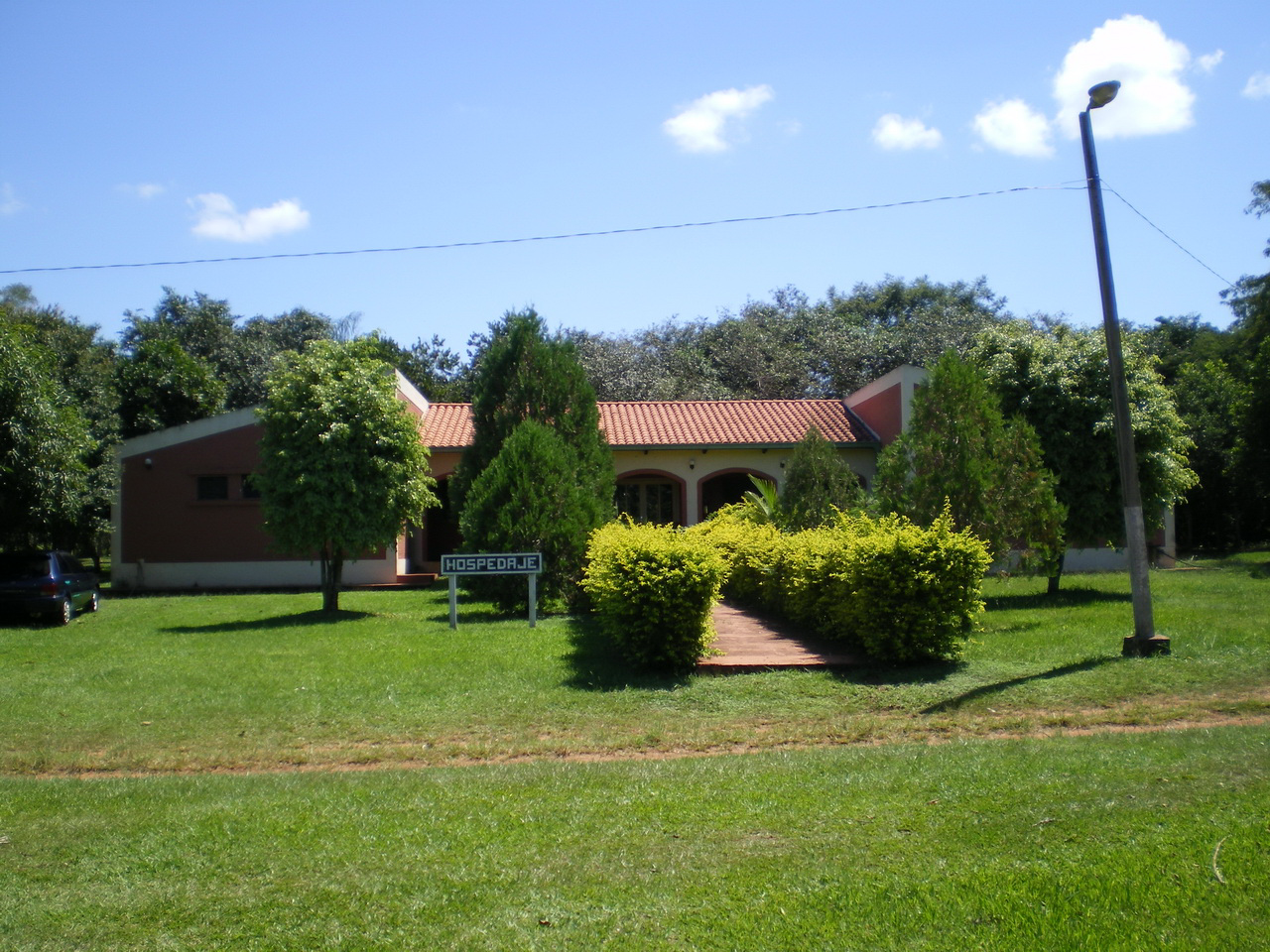
Vista del parque y casco principal.

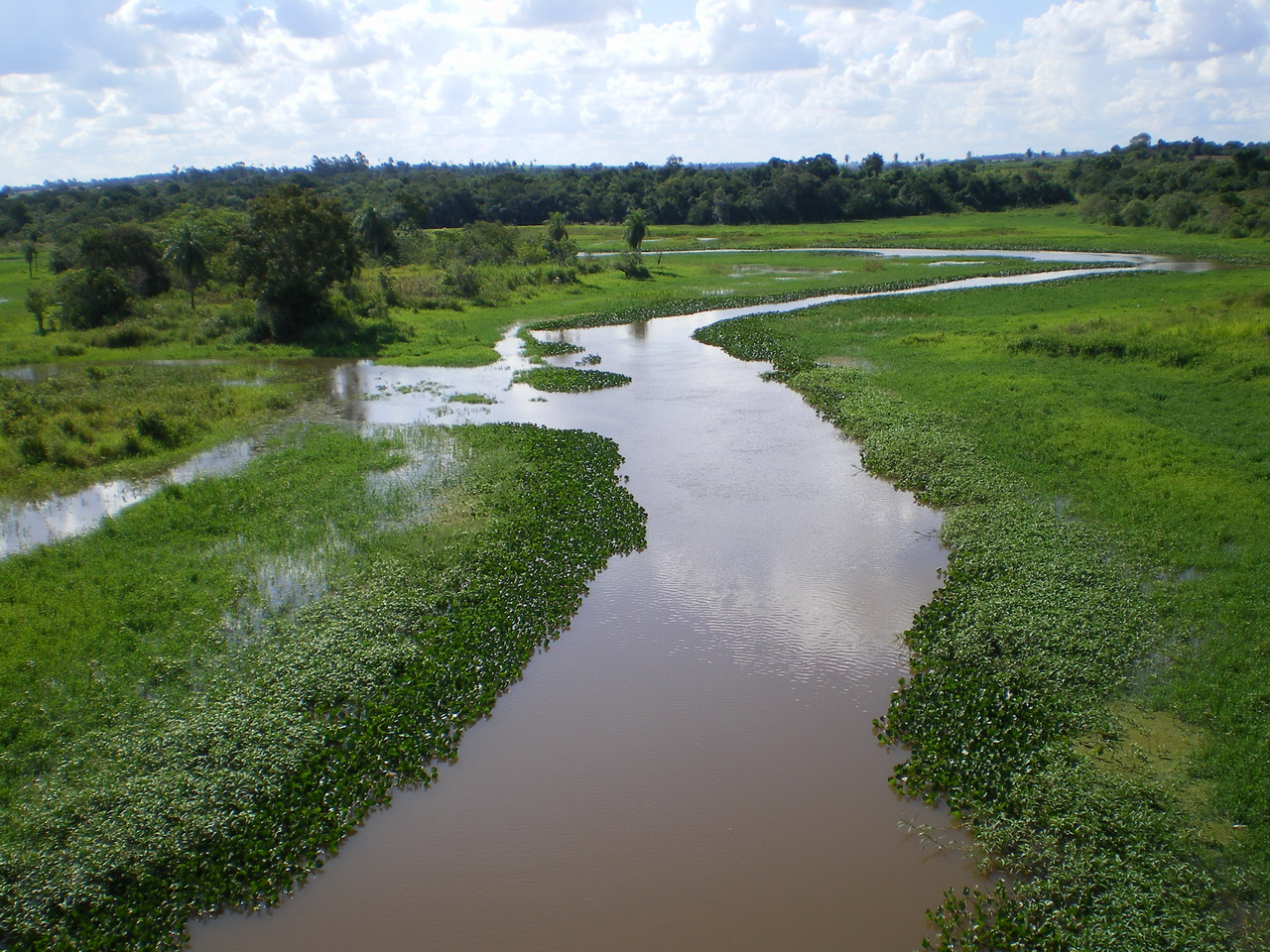
Exuberante naturaleza.

En 1984, al ser creada esta reserva, se dio solución a un problema de límites entre el Brasil y el Paraguay. La Itaipú Binacional creó una faja de protección ambiental en la frontera entre las ciudades de Mundo Nuevo (Brasil) y Salto del Guairá (Paraguay). Esta zona es donde se originan grandes incendios en ciertas épocas del año. La pastura mencionada se refiere al Panicum maximum en un 90%.
Se halla ubicada a 300 km al norte de la ciudad de Hernandarias, y tiene 1356 ha. Comprende un conjunto de elevaciones suaves y en medio de ellas numerosos valles que contienen manantiales y arroyos, además zonas bajas con humedales y esteros hacia el río Paraná. El refugio corresponde a un área donde se han alterado las condiciones ambientales naturales. En otros tiempos estaban cubiertos con bosques altos que fueron talados para la utilización del suelo en la producción ganadera, por lo tanto el 85% de sus áreas está cubierta de pasturas implantadas. El 15% corresponde a humedales, pequeñas áreas aisladas de bosques remanentes, bosques ribereños o en galerías y tacuarales.
Los suelos clasificados en su mayor parte como latosoles y latosol arenoso, teniendo por tanto textura arenosa y facilidad para la erosión hídrica. En ciertos lugares la textura del suelo se presenta areno - arcillosa. En las zonas bajas existen suelos hidromórficos.
Los ecosistemas existentes en el Refugio crean las condiciones ideales para la vida animal, entre los que se destacan: mono (Cebus apella), kuatí (Nasua nasua), zorro (Cerdocyon thous), en los humedales se encuentran: carpincho (Hydrochoerus hydrochaeris), lobo de agua (Lutra) y se menciona en forma especial al ciervo de los pantanos (Blastocerus dichotomus), animal en serio peligro de extinción, este ciervo aparece con frecuencia en el área, en especial en las orillas de los arroyos, notándose en casi todas las oportunidades su presencia en pareja.
En este Refugio se tienen identificadas más de 250 especies de aves, resaltando tres nuevos registros para el Paraguay: Anhima cornuta, Picummus albosquammatus y Schistochlamys melanopis.
En los esterales se observan especies vegetales como: Eichornia azurea, Equisetum giganteum, Nephelea setosa, entre otras.

## Reservas biológicas

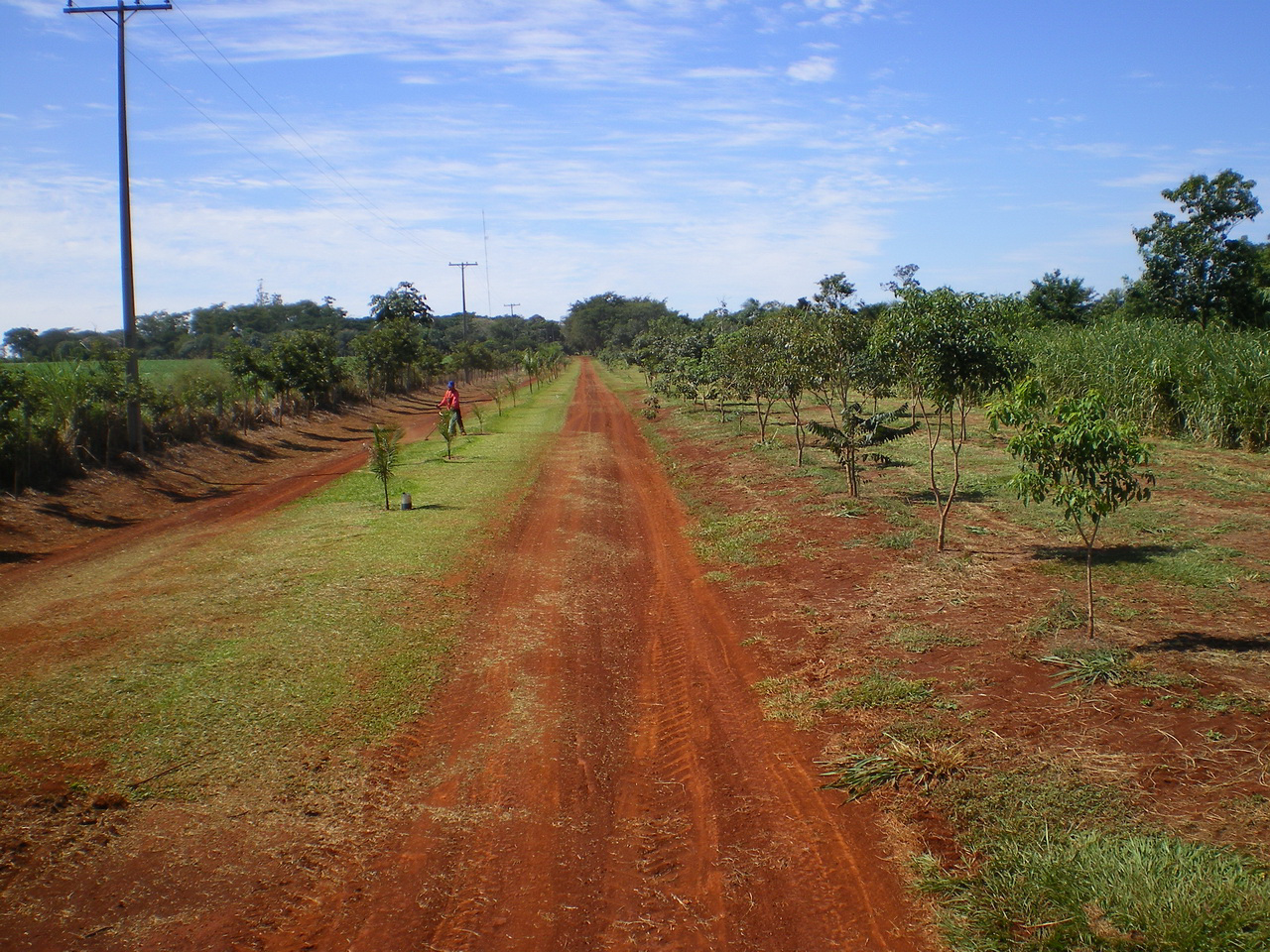
Reserva Itabo.

Los suelos de las reservas biológicas Itabó y Limoý, son derivados de rocas basálticas. Están clasificados como lateríticos y latozoles, poseen color pardo rojizo, de textura limo arcillosa y por lo general de buena profundidad. A la reserva le corresponde un clima subtropical, con precipitaciones abundantes y bien distribuidas, variando de 1500 a 1700 mm anuales. La temperatura media anual es de 21 a 22 °C, habiendo una marcada diferencia de temperatura diurna y nocturna en el invierno. La humedad relativa es de 70 a 80% y los vientos predominantes son del noreste y sudeste.
Estas reservas están compuestas por asociaciones vegetales como bosques altos, bosques bajos y barbechos. Dentro del bosque alto se distingue una estratificación de cinco niveles de vegetación. Entre los dominantes se pueden citar: el lapacho, ybyrá pytá, cedro entre otros. En los estratos más bajos se encuentran especies de la familia de las mirtáceas como el ñangapiry, yva porotý, etc. El tapiz herbáceo cuenta con especies de las familias de las bromeliáceas, piperáceas, asteráceas, poáceas, malváceas, así como también manchones de helechos arborescentes.
Se han clasificado 41 especies de mamíferos, 234 de aves y 20 reptiles.
Mamíferos: resaltan por su abundancia el taitetú (tayassu tajacu), guazú (mazama americana), aguara'i (cerdocyon thous), mboreví (tapirus terrestris), kuati (nasua nasua), así como también el jaguareté (felis), puma o león americano (felis concolor) entre otras especies identificadas.
Aves: la avifauna es muy rica donde se destacan especies como el Cóndor Real (sarcoramphus sp), yryvú ruvichá (sarcoramphus papa), taguató yetapá (elanoides forficatus), tingazú (piaya cayana), yerutí (leptotila verreauxi), surucuá (trogon rufus), guyrá campana (procnias nudicollis), mbiguá mboi (anhinga), guyrá toro (pyroderus scutatus), japu rai (cacicus haemorrhous), hoko'i (butorides striatus), entre otros.
Reptiles: entre los más comunes se pueden encontrar especies como la yarará (Bothrops), mboi chiní (crotalus), coral (micrurus) el yacaré (caiman latirostris), y el teyú guazú (tupinambis teguixin).

### Itabó

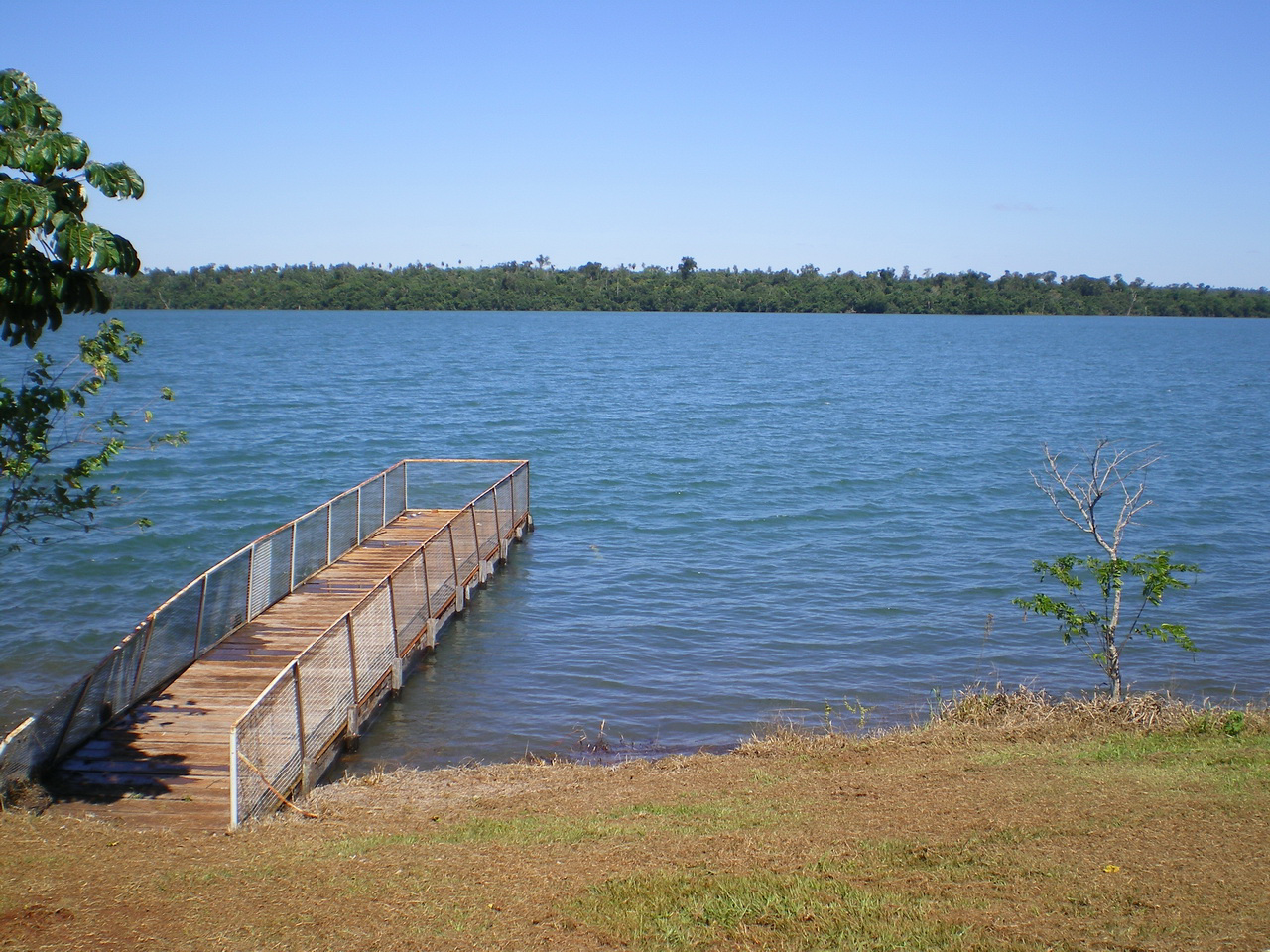
Reserva Itabo.

Esta reserva está ubicada en el distrito de Hernandarias, Departamento de Alto Paraná, Paraguay, en la margen derecha del río Paraná. Se ubica a 80 km al norte de la ciudad de Hernandarias. Sus vías de acceso son los troncales 1 y 2. Tiene una superficie de 15 208, y posee una topografía ondulada. El río Itabó la atraviesa de oeste a este con sus dos brazos, Itabó Sur e Itabó Norte y algunos afluentes. Los límites de la reserva son: al norte, la Colonia Gral. Díaz, al sur, el establecimiento ganadero Loma Porá, al este, la Colonia Pikyry y al oeste las Colonias Gleba 2 y Gleba 3.

### Limoy

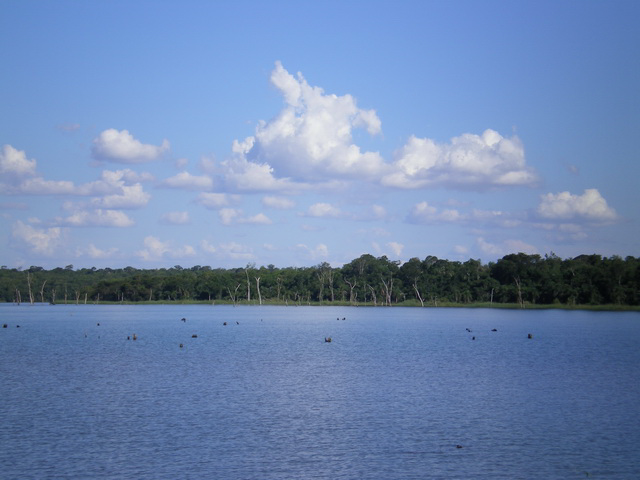
Paisaje de la Reserva Limoy.

La Reserva biológica de Limoy está ubicada en el distrito de Hernandarias, Departamento de Alto Paraná, Paraguay, en la margen derecha del río Paraná. Se halla ubicada a 160 km al norte de la ciudad de Hernandarias, en el distrito de San Alberto. Fue creada en 1984 y tiene 14 828 ha. Sus límites son: al norte el río Itambeý, al sur el río Limoý, al este el embalse del río Paraná y al oeste el camino perimetral que separa las colonias y asentamientos adyacentes (Itaipú Porâ). Su nombre proviene del río Limoy que hace de límite sur de la reserva. Está ubicada en la ecorregión Alto Paraná, su topografía es ondulada, variando del 3 al 6% de pendiente. Los ríos Azul, Abanico y Santa Teresa en el interior de la reserva crean santuarios de vida silvestre.

## Reserva Natural Yvyty Rokái
Se encuentra ubicada en el distrito de Mbaracayú entre las reservas de Itabó y Limoý, en el departamento de Alto Paraná. Presenta una superficie de 3809 ha, de las cuales 2202 son áreas secas y 1607 son inundadas.
En 2012, fueron halladas dentro de la reserva, varias piezas de alfarería y cerámica que podrían tener más de 1000 años y pertenecer a la tradición tupí guaraní.

## Zonificación
De acuerdo a técnicas de manejo de las áreas protegidas, estas reservas y refugios se dividen en zonas bien diferenciadas con el fin de manejarlas adecuadamente.
Zonas de uso especial: comprenden áreas reducidas en extensión y que son esenciales para la administración, oficinas hospedajes, restaurant, pista de aviación, etc.
Zona de uso extensivo: áreas a las cuales acceden los visitantes con fines de educación y recreación (senderos interpretativos y autoguiados, senderos "cross country", etc.
Zonas de uso intensivo: consisten en áreas con paisajes sobresalientes y que se prestan para actividades recreativas relativamente densas (áreas de camping, centros de visitas y miradores panorámicos).
Zonas de Recuperación y Amortiguación: áreas que han sido severamente dañadas y que corresponden en su mayoría a áreas colindantes con las poblaciones circunvecinas.
Zona de Núcleo: áreas naturales que han recibido el mínimo de alteración causada por el hombre (comprende tres núcleos bien diferenciados y característicos del lugar).

## Turismo
Las reservas y refugios poseen un mirador panorámico, donde puede observarse la mayor parte del área boscosa, así como la gran masa de agua formada por el embalse. El escenario paisajístico posibilita la observación de las obras de Itaipú desde aguas arriba.
Se llevan a cabo actividades educativas recreativas, ofreciéndose oportunidades para la educación ambiental a distintos niveles. Otra actividad de relevante importancia es la recuperación de la flora, que es realizada a través de programas de repoblación forestal y enriquecimiento de bosques.
En forma permanente, se realizan tareas de investigación científica, referentes especialmente a la fauna y flora autóctonas y las interrelaciones entre todos los componentes bióticos y abióticos del área.
Entre los servicios brindados al público se citan: guía, charlas sobre educación ambiental, safari fotográfico, área de recreación y alojamiento.